# Кинески радио интернационал
Кинески радио интернационал (КРИ) (званична скраћеница CRI, кин: 中国国际广播电台; пин: Zhōngguó guójì guǎngbō diàntái) бивши „Радио Пекинг“ је једина државна радио-станица која емитује програм за иностранство у Кини. Кина радио интернационал емитује свакодневно програм и на српском језику.

## Историја КРИ
Четрдесетих година прошлог века Кина се налазила у рату са Јапаном и у том рату је Комунистичка партија Кине основала Нови радио Кине са циљем ширења пропаганде против Јапана. Путем овог радија је целом свету представљала унутрашњу ситуацију у Кини и апеловала на друге стране да узму учешће у рату на страни Кине. Дана 3. децембра 1941. године Нови радио Кине је први пут емитовао програм на јапанском језику који је био намењен јапанским војницима у Кини. Први спикер се звао Јуан Ћингџи, Јапанка која је била против рата. Студио у којем се емитовао програм је био једноставан, а снага сигнала је била само 300 вати. То је било први пута да се у Кини емитује један програм на страном језику за странце, и то се сматра за почетак емитовања програма за иностранство у Кини.
После победе у рату 1946. године партија Куоминтанг, која је у рату сарађивала са Комунистичком партијом Кине одбила је да оснује заједничку владу и у Кини је започета унутрашња борба против КП Кине. Пратећи развој ситуације Нови радио Кине је пресељен на север у срез Ше у близину Пекинга и у септембру те године је почео да емитује програм на енглеском језику. Први спикер за енглески језик је била Веј Лин, рођена 1926. године. Тадашњи студио није имао ни врата и када се снимало могао се чути глас коза напољу, а за музичке рубрике су певачи певали у микрофон уживо. Но тада се снага предајника повећала на десет киловата и програм је могао да се чује у неким земљама у јужној и југозападној Азији а у време добрих услова простирања сигнала био је чујан и у Европи и чак у Северној Америци.
После оснивања Народне Републике Кине, 1. октобра 1949. године Нови радио Кине је пресељен у Пекинг и променио је име у Радио Пекинг. Активно је радио на представљању кинеске политике, привреде, друштва и такође је улагао велике напоре за сарадњу са другим земљама и постајао мост пријатељства. У току свог развоја кинески радио се развијао и повећавао је број језика на којем је емитовао свој програм.
У априју 1950. године кинески радио је почео да користи најавну шпицу Радио Пекинга. Мелодија је била толико популарна да су је знали сви Кинези и зове се „Донг Фанг Хонг“ што значи Црвени исток. Радио Пекинг је почео да емитује на вијетнамском, тајландском, индонежанском и бурманском језику. Путем овог програма Кина је охрабривала ове земље да објаве своју независност. После тога је радио Пекинг почео да емитује и на арапском, шпанском, персијском и свахили језику да би унапређивао пријатељство Кине са трећим светом. У томе се периоду повећавала количина програма на енглеском језику који је био намењен за Европу и Северну Америку.
1965. године Радио Пекинг је имао програме на 27 страних језика и четири кинеска дијалекта и на стандардном кинеском језику и укупно је емитовао 98 сати програма сваки дан. Захваљујући томе налазио се међу првим станицама света. Седамдесетих година број језика на којим се емитују програми се повећао на 43. 1978. године је у Кини почео да се спроводи програм реформи отварања према свету и кинески радио је такође узео учешће у овом програму. Након тога су у Кину стизали ради посла студирања и путовања многи странци и отворен је 1984. године „Izi FM“ радио на енглеском језику.
1998. године КРИ је почео да активно ради на развоју програма преко интернета и отворио је вишејезички сајт – „CRI Online“ на којем се могу наћи програми из 43 језика и аудиопрограми на 48 језика. Ова презентација ужива висок углед међу веб-сајтовима радио-станица широм света. Са циљем да Кинезе упозна са различитим културама других земаља запослени у КРИ су превели велики број матаријала на кинески језик међу којима су страни романи, филмови, телевизијске емисије, серије и стручна дела. Истовремено су превођени и познати кинески романи на стране језике да би се кинеска култура презентовала у иностранству. Захваљујући овом доприносу међу запосленима у КРИ има оних који су стекли многа признања земаља чији језик говоре. 
27. фебруар је један од јубиларних датума у историји емитовања радио програма када је у Кенији на ФМ фреквенцијама КРИ отворио у иностранству. Директор програма КРИ господин Ванг Генгаин намерава да наредних 5 година КРИ путем различитих канала унапреди развој емисије програма на ФМ радио-таласима и да успостави 50 – 100 станица на ФМ фреквенсијама у Азији, Латинској Америци, Северној Америци и Европи. Упоредо са подизањем нивоа традицииналног емитовања, КРИ прати и развија програме на интернету. Тренутно КРИ Онлајн емитује свакодневно програм у трајању од 210 сати Овај програм сваког дана посети 8 милиона посетилаца. Од јула прошле године КРИ је отворио специјални „Inet radio“ на кинеском језику, немачком и јапанском. Садржај тог програма обухвата вести, музику, учење кинеског језика.
Упоредо са развојем привреде и друштва и непрестаног повећања размене са иностранством све више Кинеза студира у иностранству, путује и бави се трговином. КРИ сноси задатак да Кинезе упознаје са светом. КРИ је озворио „CRI NEWS RADIO, EASZ FM, HIT FM“ и програм за учење страних језика који се емитује у Пекингу, Шангају, Гуангџоу и другде. КРИ има и телевизијски програм у трајању од 5 сати о међународним дешавањима који преноси преко 300 телевизијских канала по земљи. КРИ издаје новине „Шијие Синвендао“ (који има глобалне новости) и која се могу наћи по целој Кини.

## Емисије на српском и хрватском језику
Редакција програма на српском и хрватском језику је основана 1. јуна 1961. године и сваког дана емитује по 30 минута свој програм за подручје бивше Југославије. Поред прегледа вести, емисија има разноврсне програме на пример „актуелни прилог“, друштвени живот“, „културна баштина Кине“, „привредни живот“, „спорт и здравље“, „путовање по Кини“, „Кина у очима странаца“, „кинеске жене данас“, „кинеско кулинарство“, „Пошта слушалаца“, „уметничка баштина Кине“ и „шетња по националној музичкој сцени“. Фреквенције су 9365, 7188 и 7110 KHz а време емитовања је 21 и 22 часа.

## Језици на којим се емитује програм КРИ
КРИ емитује свој програм на следећим језицима:
| албански арапски бенгалски бугарски бурмански хрватски кмерски мандарински кинески чешки енглески | есперанто тагалог француски немачки хауса хинди мађарски индонежански италијански казашки | корејски лао малајски монголски непалски фарси пољски португалски пашто румунски | руски српски синхалески шпански свахили тамилски тајландски турски урду вијетнамски |